# 珍·古道尔
珍·古道尔女爵士（英語：Dame Jane Goodall、/ˈɡʊdɔːl/，1934年4月3日—），出生名为瓦莱丽·珍·莫里斯-古道尔（英語：Valerie Jane Morris-Goodall），是英國動物學家、靈長類動物行為學家與人類學家。曾使用頭銜為珍·范·勞威克-古道尔男爵夫人（Baroness Jane van Lawick-Goodall）。她被廣泛認為是全球研究黑猩猩最具權威的專家之一，在坦尚尼亞貢貝溪國家公園對野生黑猩猩的社會與家庭行為進行長達60年的觀察研究。
珍·古道尔於1960年首次前往貢貝溪國家公園展開田野研究，開創了非侵入式、具人性關懷的靈長類觀察方法，改變了人類對黑猩猩甚至其他動物的理解與分類觀念。除了對黑猩猩的研究，珍·古道尔也熱心投入環境教育和公益事業，包含其創立國際珍古德教育及保育協會與根与芽。長期致力於自然保育动物福利及人道主义的推廣工作。截至2022年，古道尔亦為非人類權利計劃的董事會成員之一。
由於珍·古道尔在黑猩猩研究和環境教育等領域的貢獻，她在1995年獲英國女王伊麗莎白二世榮封為皇家女爵士，曾佔領大英帝國勳章中的爵級指揮勳章（DBE），於2002年獲得聯合國和平使者，並獲選為世界未來理事會榮譽成員。並於2020年獲得唐獎永續發展獎，於2021年獲得鄧普頓獎。

## 生平

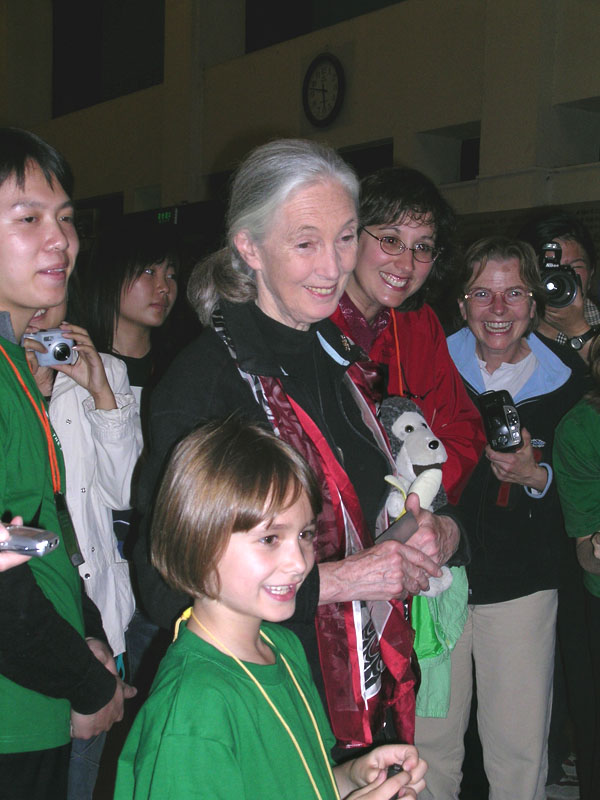
珍·古道尔博士听取根与芽小组志願者的介绍（2006年）

1934年4月3日珍·古道尔生于英国伦敦，幼年的古道尔对自然、动物和动物行为有着浓厚的兴趣。她的学生生涯中止于1952年，在从学校毕业后，珍·古道尔尝试过许多工作，例如秘书、电影制片助理等。
1957年，古道尔为了完成进行动物研究的宿願来到东非的肯尼亚，在那里遇到了当时名气很大的人类学家路易斯·李奇，李奇给了古道尔一份旨在揭示原始人类行为模式的灵长类动物研究计划。1960年，26岁的古道尔在接受了李奇博士对她进行的野外技能考察訓練后，在母亲的陪同下启程来到坦桑尼亚坦噶尼喀湖畔的貢貝溪國家公園进行黑猩猩的研究计划。最初珍·古道尔的研究并不被看好，质疑者指出她没有接受过系统性的科学训练，认为一个成长在都市的年轻女子无法应对非洲丛林的严酷环境，他们声称古道尔的研究不会坚持三个月以上的时间。
出乎很多人意料的是，珍·古道尔不仅在非洲丛林生存下来，而且取得惊人的发现。她在坦噶尼喀湖所做的野外研究显示黑猩猩能够选择和加工工具，用以从蚁巢中钓取蚂蚁，这一发现打破了长久以来“只有人类才会制造工具”的观点，为人类学和动物行为学的研究引入了全新的资料。由于古道尔在这一领域的发现，1965年她获得剑桥大学颁发的动物行为学博士学位。获得博士学位的古道尔并没有留在舒适的城市和实验室，而是回到貢貝溪國家公園，利用获得的捐助建立了贡贝研究中心，专门进行黑猩猩的研究。这家研究机构也成为世界上唯一一个对黑猩猩连续进行近50年野外观察的研究所。
古道尔发现，黑猩猩并非如同前人们所认为的是一种温驯的食草动物，他们有时会结成群体有组织地对其他小型哺乳动物进行狩猎，在不同群体的黑猩猩之间还会发生战争，有些黑猩猩甚至有袭击和残杀同类的行为，这种行为有时甚至仅仅为了取乐，而此前学术界一直认为战争和同类相残只是人类独有的行为；古道尔还发现，在黑猩猩的社会中有着森严的等级制度，每只黑猩猩都有自己在社会中的地位，而他们为争取社会地位而进行的明争暗斗丝毫不逊于人类；雌性黑猩猩会像人类一样哺育和教养幼子，一些个体还会出现溺爱幼子的行为。由于之前没有受過专门的科学训练，古道尔的研究并没有遵循人类学研究的一般模式。她深入黑猩猩的社群，为每一只黑猩猩取名，作为黑猩猩社群的一员去观察他们的日常活动。由于古道尔的研究，“白胡子大卫”、“菲洛”、“菲菲”成为公众所熟悉的名字，以往神秘的野外研究成为普通人可以了解和关注的事务，一些普通公众也因为她的研究而关注黑猩猩的保育事业。
1977年珍·古道尔建立了珍·古道尔研究会致力于推进全世界范围的野生动物保育和环境教育计划，研究会资助了贡贝河研究中心、动物庇护所、黑猩猩动物园等动物保育项目，并于1991年启动了根与芽环境教育项目，该项目是目前最具影响的面向青少年的环境教育项目之一。
1984年，珍·古道尔又主持成立了动物庇护所和黑猩猩动物园，前者用于收养那些由政府没收的被走私的幼年黑猩猩，后者则主要收留那些遭到非法捕猎的黑猩猩，同时也是世界上最大的类人猿研究基地。
近年来，珍·古道尔将她的全部时间用于宣讲黑猩猩的行为和环境保护，巡迴于世界各地进行演讲。
2019年，珍古德協會（香港）與當地商場K11 MUSEA室內自然博物館合作推出導賞團。

## 所获荣誉
- 1963～1964年：由于其对自然科学的贡献获得美国国家地理学会弗兰克里伯尔奖
- 1970年：获得剑桥大学颁发的斯陶特科学奖
- 1974年：获得圣地亚哥动物学会颁发动物保育金质奖章
- 1974年：获得纽约动物动物学会女子部颁发动物保育奖
- 1974年：获得波士顿科学馆颁发Brad Washburn奖
- 1980年：获得金方舟勋章
- 1980年：世界野生动物保育奖
- 1984年：J. Paul Getty野生动物保育奖
- 1985年：获世界妇女联盟Living Legacy奖
- 1987年：获得动物福利研究会颁发阿尔波特施瓦茨奖
- 1987年：National Alliance for Animals Award
- 1987年：E. Mendel Medaille from the Deutsche Akademie der Naturforscher Leopoldina
- 1987年：获美国学术成就学会颁发的金盘子奖
- 1988年：获美国国家地理学会百年纪念奖
- 1988年：获美国人类学会约瑟夫克虏奇奖
- 1988年：获美国防止虐待动物学会杰出人道奖
- 1989年：因她在传播对人类有益的知识方面作出的杰出贡献，获颁大英百科全书奖
- 1989年：获人类学年度奖
- 1990年：获美国人类学家协会颁发的AMES奖
- 1990年：获得大陆石油公司鹤鸣保育奖
- 1990年：获美国女地理家学会金质奖章
- 1990年：获日本稻盛财团奖
- 1990年：Washoe Award
- 1990年：获京都基礎科學獎
- 1991年：获爱丁堡奖章
- 1993年：获雨林联盟冠军奖
- 1994年：获切斯特动物园75周年大赦奖
- 1995年：获英女王伊丽莎白二世颁发大英帝國勳章
- 1995年：因其在科学考察与研究方面杰出的声誉获美国国家地理学会颁发的Hubbard奖章
- 1995年：因为保护动物而获得终身成就奖
- 1995年：获得姆迪加登环境奖
- 1995年：获得乌干达国家公园荣誉守护人称号
- 1996年：获得伦敦动物学会银质奖章
- 1996年：获得坦桑尼亚乞力马扎罗奖章
- 1996年：获英国灵长动物学会保育奖
- 1996年：获得人道研究会奖
- 1996年：获得北极熊奖
- 1996年：获得威廉姆波科特科学成就奖
- 1997年：获得约翰艾丽思泰勒环境成就奖
- 1997年：David S. Ingells, Jr. Award for Excellence
- 1997年：获得公众服务的公共财富奖Common Wealth Award for Public Service
- 1997年：菲尔德博物馆贡献奖
- 1997年：泰勒环境贡献奖
- 1997年：获英国皇家地理学会和欧洲探索频道联合颁发的终身发现奖
- 1998年：获得迪士尼动物王国CEO英雄奖
- 1998年：获得国家科学会议公共服务奖
- 1997年：获得奥芮恩协会颁发的约翰海奖
- 1999年：获国际和平奖
- 1999年：获田纳西州植物研究学会保育贡献奖
- 2000年：Reorganized Church of the Latter Day Saints International Peace Award
- 2001年：获得格雷厄姆诺顿促进公共责任奖
- 2001年：获美国国家野生动物和艺术博物馆颁发的Rungius奖, USA
- 2001年：获得哈佛自然历史博物馆颁发的罗杰泰勒彼得森荣誉奖章
- 2001年：获得和平大师奖
- 2001年：获得非暴力运动颁发的Gandhi/King奖
- 2002年：获得大不列颠及爱尔兰皇家人类学会颁发的贺胥黎荣誉奖章
- 2002年：获得联合国授予的和平大使称号
- 2003年：获得生命科学本杰明弗兰克林奖章
- 2003年：获得哈佛大学医学院授予的全球环境与健康中心奖
- 2003年：获得阿斯图里亚斯王子科学与技术成就奖
- 2003年：由英王储查尔斯王子授予女爵士（Dame of the British Empire）爵位
- 2003年：获得芝加哥科学学院荣誉环境领袖奖
- 2004年：获得尼伦伯格科学与公众利益奖
- 2004年：获得国际扶轮维尔罗杰斯纪念馆颁发的维尔罗杰斯精神奖
- 2004年：获得国际爱护动物基金会颁发的终身成就奖
- 2006年：獲得聯合國教科文組織60週年特別勳章
- 2012年：11月9日獲國立清華大學榮譽博士
- 2018年 : 12月15日獲馬德里康普頓斯大學榮譽博士
- 2020年 : 獲唐獎永續發展獎
- 2021年 : 獲邓普顿奖